# Stilobezzia aureola
Stilobezzia aureola är en tvåvingeart som beskrevs av Clastrier 1963. Stilobezzia aureola ingår i släktet Stilobezzia och familjen svidknott. Inga underarter finns listade i Catalogue of Life.